# Sent Martin de Valgalga
Sent Martin de Valgalga (en francès Saint-Martin-de-Valgalgues) és un municipi francès situat al departament del Gard i a la regió d'Occitània.